# Academia de Esperanto
A Academia de Esperanto (AdE) é uma instituição linguística independente, cuja tarefa é conservar e proteger os princípios fundamentais da língua Esperanto e controlar a sua evolução, do mesmo modo que as demais Academias de línguas nacionais.

## História
A Academia de Esperanto foi fundada em 1905 no primeiro Congresso Mundial de Esperanto, de acordo com a proposta de Zamenhof, mas então sob o nome de "Comitê Linguístico". O nome "Academia de Esperanto" foi usado primeiramente pela comissão superior do Comitê Lingüístico.
Em 1948 o Comitê Lingüístico e sua Academia se fundiram em um só corpo chamado "Academia de Esperanto".

## Seções
A Academia contém Seções que cuidam de diversos campos linguísticos do trabalho da Academia. As Seções não são fixas, mas sim criadas conforme a necessidade. Cada Seção é guiada por um Diretor. Cada membro da Academia pode pertencer a várias Seções, segundo o próprio interesse. 
Existem as seguintes Seções: Língua para Matérias Específicas, Gramática, Dicionário Geral, Literatura, Pronúncia, Controle de materiais didáticos e Consultas.
A Academia também tem Comissões que realizam diversas tarefas não-lingüísticas. Cada Comissão é conduzida por um Diretor. Em Setembro de 2007 havia apenas uma Comissão: História da Academia de Esperanto.

## Consultas
A Academia de Esperanto em 1999 estabeleceu a comissão Consultas da Academia, a quem todo usuário do Esperanto pode recorrer, através de questões lingüísticas definidas, para receber um conselho ou uma recomendação.

## Decisões e recomendações
- Nono Complemento Oficial ao Dicionário Universal (2007)
- Sobre necessidades técnicas específicas em relação ao nosso alfabeto e nossa ortografia (2007)
- Sobre os nomes de países (1974, 1985, 1989, 2003)
- Sobre as derivações de komun/a: komunumo, komunajxo, komuno (1990)
- Recomendações sobre nomes próprios (1989)
- Sobre particípios passivos (1967 e 1989)
- Expressão do agente em função complementar (1986)
- Sobre o nosso alfabeto e nossa ortografia (1982)
- Sobre a palavra 'po' (1974)
- Sobre alguns usos inadequados (1973)
- Sobre o reflexivo (1971)
- Enquete e decisões sobre a Elaboração de palavras (1967)

## Membros
A Academia consiste de 45 membros, que são nomeados para um período de 9 anos. Um novo membro deve ser proposto por pelo menos cinco atuais membros da Academia. Normalmente trata-se de esperantólogos renomados, pedagogos em Esperanto ou escritores. Pessoas eminentes podem ser nomeadas "membro correspondente" da Academia.
Em abril de 2007 terminou a eleição de um terço dos membros da Academia. Os membros eleitos são:

### Novos eleitos
- Paul Gubbins
- Katalin Kováts
- Mauro La Torre
- Ma Young-tae
- Barbara Pietrzak
- Saka Tadasi

### Reeleitos
- Gerrit Berveling
- Renato Corsetti
- Christer Kiselman
- Ilona Koutny
- Jouko Lindstedt
- François Lo Jacomo
- Geraldo Mattos
- Brian Moon
- Baldur Ragnarsson

### Atual formação
A Academia de Esperanto consistia em maio de 2010 das seguintes pessoas:
- Sra. Perla Ari-Martinelli
- Prof. Alexander Shlafer
- Sr. Marc Bavant
- Sr. Gersi Alfredo Bays
- Sr. Vilmos Benczik
- Sr. Gerrit Berveling
- Dra. Marjorie Boulton
- Sr. Marcos Cramer
- Dr. Renato Corsetti
- Sr. Dao Anh Kha
- Prof. Probal Dasgupta
- Sr. Michel Duc-Goninaz
- Sr. Gbeglo Koffi
- Sr. Paul Gubbins
- Sr. Miguel Gutiérrez Adúriz (Liven Dek)
- Sr. Ottó Haszpra
- Prof. Christer Kiselman
- Dr. Boris Kolker
- Dra. Koutny Ilona
- Profa. Katalin Kováts
- Prof. Erich-Dieter Krause
- Sr. Mauro La Torre
- Prof. Jouko Lindstedt
- Sr. Li Shijun
- Dr. François Lo Jacomo
- Sra. Anna Löwenstein
- Sr. Ma Young-tae
- Dr. Carmel Mallia
- Prof. Dr.Geraldo Mattos
- Prof. Carlo Minnaja
- Sr. Brian Moon
- Sra. Barbara Pietrzak
- Sr. Sergio B. Pokrovskij
- Sr. Otto Prytz
- Sr. Baldur Ragnarsson
- Sra. Lena Karpunina
- Sr. Saka Tadasi
- Sr. Francisko Simonnet
- Sr. Stano Marĉek
- Dr. Humphrey R. Tonkin
- Prof. Amri Wandel
- Dr. John C. Wells
- Sr. Bertilo Wennergren
- Sr. Xie Yumin
- Sr. Yamasaki Seikô

### Diretoria
A diretoria da Academia de Esperanto consiste (desde outubro de 2010) de:
- John Wells, presidente,
- Brian Moon, vice-presidente,
- Probal Dasgupta, vice-presidente,
- Renato Corsetti, secretário.

Como diretores das seções foram eleitos:
- Marc Bavant, Língua para Matérias Específicas
- Jouko Lindstedt, Gramática
- Bertilo Wennergren, Dicionário Geral
- Marc Bavant, Controle de materiais didáticos
- Alexander Shlafer, Consulta Lingüística
- Humphrey Tonkin, Literatura
- Probal Dasgupta, Pronúncia
- Carlo Minnaja, Comissão História da AdE